# Aéroport de Beigan

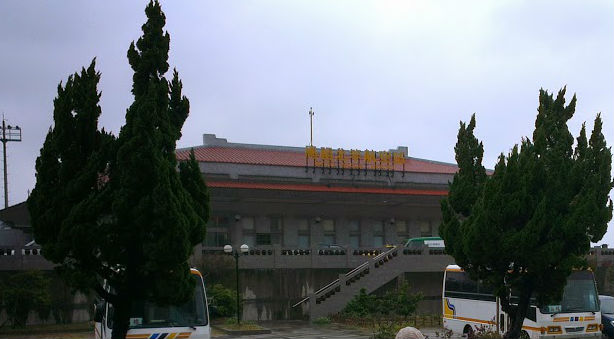
Aéroport de Matsu Beigan

L'aéroport de Matsu Beigan (code IATA : MFK • code OACI : RCMT) est un des aéroports des îles Matsu dans le comté de Lienchiang de la province du Fujian à Taiwan (ROC). Il sert également d’héliport et est situé sur l’île de Beigan. Il est desservi par Uni Air ATR 72-600 avec des vols réguliers vers l'aéroport de Taipei Songshan .

## Histoire
L'aéroport a été construit en 1994 sur l'île Beigan du canton du même nom.

## Situation
| \| 20 km1:1 721 000 \| Taipei-Taoyuan Taipei Songshan Kaohsiung Taichung Tainan Hualien Chiayi Lutao Hengchun Kinmen Magong Beigan Nangan Lanyu · île des Orchidées Pingtung Tchimeï Taitung Wangan |
| 20 km1:1 721 000 |

## Compagnies aériennes et destinations
| Compagnies | Destinations    |
| ---------- | --------------- |
| Uni Air    | Taïpei-Songshan |

## Accident
- Le 10 août 1997, l'avion du vol 7601 de la compagnie aérienne Formosa Airlines (zh) s'écrase alors qu'il tente d'atterrir à l'aéroport de Matsu Beigan. Les seize passagers et membres d'équipage périssent dans l'accident[2].

## Statistiques
Pour des raisons techniques, il est temporairement impossible d'afficher le graphique qui aurait dû être présenté ici.

Voir la requête brute et les sources sur Wikidata.